# Národní Basketbalová Liga
Národní Basketbalová Liga (NBL) – najwyższa klasa rozgrywek koszykówki w Czechach.

## Zwycięzcy
| Rok       | Mistrz                 | Drugie miejsce    |
| --------- | ---------------------- | ----------------- |
| 1993      | USK Praha              | Sparta Praga      |
| 1993–1994 | BC Brno                | Tonak Nový Jičín  |
| 1994–1995 | BC Brno                | Sokol Vyšehrad    |
| 1995–1996 | BC Brno                | USK Praha         |
| 1996–1997 | BK Opava               | USK Praha         |
| 1997–1998 | BK Opava               | Mlékárna Kunín    |
| 1998–1999 | Mlékárna Kunín         | USK Praha         |
| 1999–2000 | USK Praha              | BK Opava          |
| 2000–2001 | USK Praha              | BK Opava          |
| 2001–2002 | BK Opava               | Mlékárna Kunín    |
| 2002–2003 | BK Opava               | BK ECM Nymburk    |
| 2003–2004 | BK ECM Nymburk         | Mlékárna Kunín    |
| 2004–2005 | ČEZ Basketball Nymburk | Mlékárna Kunín    |
| 2005–2006 | ČEZ Basketball Nymburk | Mlékárna Kunín    |
| 2006–2007 | ČEZ Basketball Nymburk | BK Prostějov      |
| 2007–2008 | ČEZ Basketball Nymburk | Geofin Nový Jičín |
| 2008–2009 | ČEZ Basketball Nymburk | Geofin Nový Jičín |
| 2009–2010 | ČEZ Basketball Nymburk | BK Prostějov      |
| 2010–2011 | ČEZ Basketball Nymburk | BK Prostějov      |
| 2011–2012 | ČEZ Basketball Nymburk | BK Prostějov      |
| 2012–2013 | ČEZ Basketball Nymburk | BK Prostějov      |
| 2013–2014 | ČEZ Basketball Nymburk | BK Prostějov      |
| 2014–2015 | ČEZ Basketball Nymburk | BK Děčín          |
| 2015–2016 | ČEZ Basketball Nymburk | BK Děčín          |
| 2016–2017 | ČEZ Basketball Nymburk | BK Děčín          |
| 2017–2018 | ČEZ Basketball Nymburk | BK Opava          |

| Klub                   | Tytuły | Lata                                                                                     |
| ---------------------- | ------ | ---------------------------------------------------------------------------------------- |
| ČEZ Basketball Nymburk | 15     | 2004, 2005, 2006, 2007, 2008, 2009, 2010, 2011, 2012, 2013, 2014, 2015, 2016, 2017, 2018 |
| BK Opava               | 4      | 1997, 1998, 2002, 2003                                                                   |
| USK Praha              | 3      | 1993, 2000, 2001                                                                         |
| BC Brno                | 3      | 1994, 1995, 1996                                                                         |
| Nový Jičín             | 1      | 1999                                                                                     |